# Cardamine apennina
Cardamine apennina là một loài thực vật có hoa trong họ Cải. Loài này được Lihová & Marhold mô tả khoa học đầu tiên năm 2004.